# طواف فوزهو 2018
طواف فوزهو 2018  هو سباق دراجات هوائية، وهو الموسم رقم 7 من السباق، وأقيم خلال الفترة 14 نوفمبر 2018، وحتى 18 نوفمبر 2018، وامتدّ لمسافة 572 كيلومتر، وهو أحد سباقات طواف آسيا للدراجات 2019، وهو من نوع سباق المرحلة، وقد شارك في السباق 126 متسابقاً ووصل إلى نهايته 115 متسابقاً.
فاز فيه بالمركز الأول Ilya Davidenok ‏، وبالمركز الثاني بنيامين ديبول، وبالمركز الثالث Lü Xianjing ‏، والفائز في ترتيب التسلق  Ilya Davidenok ‏، والفائز حسب ترتيب النقاط Hanibal Tesfay ‏، والفريق الفائز في ترتيب الفرق فريق إرتريا لركوب الدراجات.

## الفرق
| فرق قارية (18)- AC Sparta Praha (cycling team) ‏ - Aisan Racing Team ‏ - ARA Skip Capital ‏ - Shenzhen Xidesheng Cycling Team ‏ - China Continental Team of Gansu Bank ‏ - Giant Cycling Team ‏ - DCBank Pro Cycling Team ‏ - FNIX–SCOM–Hengxiang Cycling Team ‏ - HKSI Pro Cycling Team ‏ - Team Ljubljana Gusto Santic ‏ - مايو سي سي إن برو سايكلنج ‏ - مينسك سي سي 2018 ‏ - Mitchelton–BikeExchange ‏ - Parkhotel Valkenburg CT ‏ - Tianyoude Hotel Cycling Team ‏ - Seoul Cycling Team ‏ - St George Continental Cycling Team ‏ - تيرينجانو سايكلنج تيم ‏ فرق وطنية (4)- فريق إرتريا لركوب الدراجات ‏ - فريق ماليزيا لركوب الدراجات للرجال‏ - منتخب منغوليا لركوب الدراجات للرجال‏ - فريق ألمانيا لركوب الدراجات للرجال 2018‏ |  |
| |  |

## المراحل
| قائمة المراحل | قائمة المراحل | قائمة المراحل                         | قائمة المراحل      | قائمة المراحل | قائمة المراحل       | قائمة المراحل   |
| المرحلة       | التاريخ       | الدورة                                |                    | المسافة (كم)  | الفائز بالمرحلة     | القائد العام    |
| ------------- | ------------- | ------------------------------------- | ------------------ | ------------- | ------------------- | --------------- |
| 1             | 14 نوفمبر     | Mawei District ‏ – Guling ‏             | مرحلة جبلية متوسطة | 107           | Lyu Xianjing ‏       | Lyu Xianjing ‏   |
| 4             | 17 نوفمبر     | Yongtai County ‏ – Dayang ‏             | مرحلة جبلية متوسطة | 128           | Mykhaylo Kononenko ‏ | Ilya Davidenok ‏ |
| 3             | 16 نوفمبر     | Lianjiang County ‏ – Lianjiang County ‏ | مرحلة جبلية        | 94            | Ivar Slik ‏          | Ilya Davidenok ‏ |
| 2             | 15 نوفمبر     | فوزهو – شانغل                         | مرحلة مستوية       | 109           | ليون رود            | Lyu Xianjing ‏   |
| 5             | 18 نوفمبر     | Yongtai County ‏ – Yongtai County ‏     | مرحلة مستوية       | 134           | Kaden Groves ‏       | Ilya Davidenok ‏ |

## التصنيف العام النهائي
| التصنيف العام         | التصنيف العام                 | التصنيف العام         | التصنيف العام           | التصنيف العام      |
| الدراج                | الدراج                        | البلد                 | الفريق                  | الوقت              |
| --------------------- | ----------------------------- | --------------------- | ----------------------- | ------------------ |
| 1.                    | Ilya Davidenok ‏               | كازاخستان             | Beijing XDS-Innova      | 13 س 17 دقيقة 56 ث |
| 2.                    | بنيامين ديبول                 | أستراليا              | St George Continental   | + 12 ث             |
| 3.                    | Lü Xianjing ‏                  | جمهورية الصين الشعبية | Hengxiang               | + 21 ث             |
| 4.                    | Yakob Debesay ‏                | إريتريا               | إريتريا                 | + 52 ث             |
| 5.                    | Hanibal Tesfay ‏               | إريتريا               | إريتريا                 | + 59 ث             |
| 6.                    | Marko Pavlič ‏                 | سلوفينيا              | H&R Block               | + 1 دقيقة 03 ث     |
| 7.                    | Mykhaylo Kononenko ‏           | أوكرانيا              | Beijing XDS-Innova      | + 1 دقيقة 22 ث     |
| 8.                    | Maarten de Jonge ‏             | هولندا                | Monkey Town Continental | + 1 دقيقة 30 ث     |
| 9.                    | Vasili Strokau ‏               | روسيا البيضاء         | Minsk Cycling Club      | + 1 دقيقة 34 ث     |
| 10.                   | Nur Amirul Fakhruddin Mazuki ‏ | ماليزيا               | Terengganu              | + 1 دقيقة 40 ث     |
| مصدر: ProCyclingStats |                               |                       |                         |                    |

### تصنيف النقاط
| تصنيف النقاط          | تصنيف النقاط        | تصنيف النقاط          | تصنيف النقاط            | تصنيف النقاط |
| الدراج                | الدراج              | البلد                 | الفريق                  | الوقت        |
| --------------------- | ------------------- | --------------------- | ----------------------- | ------------ |
| 1.                    | Ilya Davidenok ‏     | كازاخستان             | Beijing XDS-Innova      | 34 نقطة      |
| 2.                    | Joey van Rhee ‏      | هولندا                | Monkey Town Continental | 28 نقطة      |
| 3.                    | بنيامين ديبول       | أستراليا              | St George Continental   | 28 نقطة      |
| 4.                    | Kaden Groves ‏       | أستراليا              | Mitchelton-BikeExchange | 26 نقطة      |
| 5.                    | Ivar Slik ‏          | هولندا                | Monkey Town Continental | 23 نقطة      |
| 6.                    | Lü Xianjing ‏        | جمهورية الصين الشعبية | Hengxiang               | 22 نقطة      |
| 7.                    | Yakob Debesay ‏      | إريتريا               | إريتريا                 | 21 نقطة      |
| 8.                    | ديلان كينيت         | نيوزيلندا             | St George Continental   | 18 نقطة      |
| 9.                    | Mykhaylo Kononenko ‏ | أوكرانيا              | Beijing XDS-Innova      | 16 نقطة      |
| 10.                   | Maarten de Jonge ‏   | هولندا                | Monkey Town Continental | 16 نقطة      |
| مصدر: ProCyclingStats |                     |                       |                         |              |

### تصنيف الجبال
| تصنيف الجبال          | تصنيف الجبال                  | تصنيف الجبال          | تصنيف الجبال            | تصنيف الجبال |
| الدراج                | الدراج                        | البلد                 | الفريق                  | الوقت        |
| --------------------- | ----------------------------- | --------------------- | ----------------------- | ------------ |
| 1.                    | Hanibal Tesfay ‏               | إريتريا               | إريتريا                 | 35 نقطة      |
| 2.                    | Lü Xianjing ‏                  | جمهورية الصين الشعبية | Hengxiang               | 26 نقطة      |
| 3.                    | بنيامين ديبول                 | أستراليا              | St George Continental   | 20 نقطة      |
| 4.                    | Ilya Davidenok ‏               | كازاخستان             | Beijing XDS-Innova      | 12 نقطة      |
| 5.                    | Yakob Debesay ‏                | إريتريا               | إريتريا                 | 6 نقطة       |
| 6.                    | Jan Stöhr ‏                    | التشيك                | AC Sparta Praha         | 4 نقطة       |
| 7.                    | Liu Jiankun ‏                  | جمهورية الصين الشعبية | Mitchelton-BikeExchange | 4 نقطة       |
| 8.                    | Mykhaylo Kononenko ‏           | أوكرانيا              | Beijing XDS-Innova      | 2 نقطة       |
| 9.                    | Nur Amirul Fakhruddin Mazuki ‏ | ماليزيا               | Terengganu              | 2 نقطة       |
| 10.                   | Marko Pavlič ‏                 | سلوفينيا              | H&R Block               | 2 نقطة       |
| مصدر: ProCyclingStats |                               |                       |                         |              |

## تصنيف الفرق

### الفرق حسب الوقت
| تصنيف الفرق حسب الوقت | تصنيف الفرق حسب الوقت   | تصنيف الفرق حسب الوقت | تصنيف الفرق حسب الوقت |
| الفريق                | الفريق                  | البلد                 | الوقت                 |
| --------------------- | ----------------------- | --------------------- | --------------------- |
| 1.                    | إريتريا                 | إريتريا               | 39 س 56 دقيقة 21 ث    |
| 2.                    | St George Continental   | أستراليا              | + 4 دقيقة 02 ث        |
| 3.                    | HKSI                    | هونغ كونغ             | + 7 دقيقة 32 ث        |
| 4.                    | Minsk Cycling Club      | روسيا البيضاء         | + 8 دقيقة 09 ث        |
| 5.                    | H&R Block               | كندا                  | + 8 دقيقة 26 ث        |
| 6.                    | Beijing XDS-Innova      | جمهورية الصين الشعبية | + 11 دقيقة 11 ث       |
| 7.                    | Qinghai Tianyoude       | جمهورية الصين الشعبية | + 12 دقيقة 20 ث       |
| 8.                    | Ljubljana Gusto Xaurum  | سلوفينيا              | + 13 دقيقة 05 ث       |
| 9.                    | Hengxiang               | جمهورية الصين الشعبية | + 14 دقيقة 17 ث       |
| 10.                   | Monkey Town Continental | هولندا                | + 15 دقيقة 52 ث       |
| مصدر: ProCyclingStats |                         |                       |                       |

## وصلات خارجية
- لمحة عن سباق طواف فوزهو 2018 على موقع  ProCyclingStats   (برو  سايكلنج  ستاتس) - إحصاءات  محترفي  الدراجات.
- طواف فوزهو 2018 على موقع إحصائيات الدراجات الإحترافية (الإنجليزية)